# Fédération tunisienne des échecs
La Fédération tunisienne des échecs est l'organisme qui a pour but de promouvoir la pratique des échecs en Tunisie.
Fondée en 1957, elle est inscrite à la Fédération internationale des échecs (FIDE) depuis 1958 ; elle est aussi un membre actif de la Confédération africaine des échecs, de l'Union arabe des échecs, de l'Union méditerranéenne des échecs et de l'Association internationale des échecs francophones.

## Histoire
Les compétitions d'échecs se sont développées en Tunisie à partir des années 1920, avec la création de cercles spécialisés qui organisent leurs propres championnats puis des compétitions au niveau national. Parmi les pionniers citons le cheikh Abdelaziz Ennaifer (troisième en 1927 et quatrième en 1928) et Habib Kahia (champion de Tunisie en 1937, à égalité avec le cheikh Abdelaziz Ben Jaafar, 1948, 1949 et 1950). Les principaux clubs de l'époque sont le Club tunisien d'échecs, le Club d'échecs soussien fondé par Habib Laajimi en 1927, le Cercle d'échecs tunisien et le Club d'échecs de La Goulette. Mais c'est surtout le Cavalier matant, dont l'assemblée constitutive a lieu le 18 janvier 1946, qui joue un rôle essentiel dans la promotion de cette activité. Son comité a la composition initiale suivante :
- Président : Mustapha Ben Jaafar
- Vice-président : Habib Kahia et Slim Ben Ghachem
- Secrétaire général : Béchir Kchouk[2]
- Secrétaire général adjoint : Mohamed Lasram
- Trésorier : Tahar Zendaoui
- Trésorier adjoint : Rachid Bouhajeb
- Directeur technique : Khalil Lagha

Après un ralentissement de l'activité au cours de la première moitié des années 1950, un groupe de passionnés du Cavalier matant s'organise pour fonder la Fédération tunisienne d'échecs. C'est surtout Mohamed Ridha Belkadhi, professeur de mathématiques qui cumule ses activités au sein de la fédération avec celles de joueur d'échecs, qui domine la discipline, remportant entre autres huit championnats, avant qu'un jeune, Slim Bouaziz, ne vienne le concurrencer. Bouaziz devient douze fois champion de Tunisie, deux fois champion arabe, champion du Maghreb et champion d'Afrique. Après ces deux champions, rares sont les échéphiles tunisiens à briller sur le plan international, si l'on excepte Slim Belkhodja, grand maître international, qui a été entre autres champion arabe en 2001.

## Présidents
La fédération a eu les présidents suivants :
- 1958-1963 : Larbi Zarrouk
- 1964-1979 : Mohamed Ridha Belkadhi
- 1980-1981 : Hichem Djaït
- 1982-1984 : Tahar Mohsen
- 1985-1986 : Ahmed Hentati
- 1987-1992 : Mohamed Ridha Belkadhi
- 1993-1994 : Samir Annabi
- 1995-1997 : Noureddine Tabbane[5]
- 1998-1999 : Adnène Kilani
- 2000-2002 : Khaled Tebourbi
- 2002-2011 : Fériel Béji
- 2011-mars 2012 : Boubaker Azzouz
- avril 2012-janvier 2013 : Mohamed Zouaoui
- février-mai 2013 : Chedly Rahmani
- juin 2013-septembre 2016 : Yosri Daly

- septembre-décembre 2016 : Wajdi Chouari

- décembre 2016-novembre 2018 : Tahar Battikh[6]

- novembre 2018-février 2021 : Khaled Arfa
- mars 2021-janvier 2022 : Nejeh Sayah
- janvier-septembre 2022 : Nabil Doghri
- octobre-décembre 2022 : vide juridique (Wadï Charfi)

- décembre 2022-? : Fares Maaoui[7]
- ?- : Sofien Majdoub[8]

## Joueurs titrés
La FTE compte dans son effectif les joueurs titrés FIDE suivants :
- Masculins :
  - Slim Bouaziz : GM (1993)
  - Slim Belkhodja : GM (2002)
  - Amir Zaibi : GM (2019)
  - Mohamed Ridha Belkadhi : IM
  - Majdi Kaabi : MI
  - Slaheddine Hmadi : MI
  - Kamel Njili : MI
  - Houssem Meftahi : MI
  - Mohamed Ali Boudriga : MI

- Féminins :
  - Chadha Meddeb : WIM
  - Amen Miladi : WFM
  - Najla Krifa : WFM
  - Amina Mattoussi : WFM
  - Amira Marzouk : WFM
  - Safa Ben Saïd : WFM
  - Nesrine Baktache : WFM

### Olympiades d'échecs
L'équipe de Tunisie d'échecs a participé depuis 1958 à 22 des 41 éditions de l'Olympiade d'échecs. Son meilleur classement a été obtenu en 1962 (27e), alors que le plus mauvais (105e) a été obtenu en 2008. Cependant, en 1976, au cours des olympiades parallèles organisées à Tripoli (Libye) avec la participation de 32 pays boycottant les olympiades tenues en Israël, la Tunisie s'est classée deuxième derrière le Salvador.
Les joueurs plus capés sont : 
| Rang | Joueur                 | Participations | Parties | Points cumulés |
| ---- | ---------------------- | -------------- | ------- | -------------- |
| 1    | Slim Bouaziz           | 16             | 206     | 108.5          |
| 2    | Mohamed Ridha Belkadhi | 8              | 117     | 63.5           |
| 3    | Slaheddine Lahmadi     | 8              | 94      | 44             |
| 4    | Nabil Doghri           | 10             | 83      | 42             |
| 5    | Béchir Kchouk          | 7              | 99      | 40.5           |
| 6    | Mejdi Kaabi            | 7              | 84      | 39             |
| 7    | Slim Belkhodja         | 5              | 57      | 29.5           |

### Championnats de Tunisie
Les champions de Tunisie individuels d'échecs seniors (cadence classique) sont :
| Année | Joueur                                    |  | Année | Joueur               |  | Année | Joueur                |  | Année | Joueur               |
| ----- | ----------------------------------------- |  | ----- | -------------------- |  | ----- | --------------------- |  | ----- | -------------------- |
| 1956  | Habib Kahia (avant la création de la FTE) |  | 1976  | Chedli Najar         |  | 1996  | Nabil Doghri          |  | 2016  | Mohamed Ali Boudriga |
| 1957  | Habib Kahia (avant la création de la FTE) |  | 1977  | indéterminé          |  | 1997  | Mejdi Kaabi           |  | 2017  | Amir Zaibi           |
| 1958  | Mohamed Ridha Belkadhi                    |  | 1978  | Mohamed Ouechtati    |  | 1998  | Sami Laouini          |  | 2018  | Amir Zaibi           |
| 1959  | Mohamed Ridha Belkadhi                    |  | 1979  | Mahmoud Messedi      |  | 1999  | Anis Bejaoui          |  | 2019  | Amir Zaibi           |
| 1960  | Mohamed Ridha Belkadhi                    |  | 1980  | Mahmoud Messedi      |  | 2000  | Slim Bouaziz          |  | 2020  | Amir Zaibi           |
| 1961  | Mohamed Ridha Belkadhi                    |  | 1981  | Slim Bouaziz         |  | 2001  | Mejdi Kaabi           |  |       |                      |
| 1962  | Mohamed Ridha Belkadhi                    |  | 1982  | Mohamed Ouechtati    |  | 2002  | Slim Belkhodja        |  |       |                      |
| 1963  | Ahmed Hentati                             |  | 1983  | Slim Belkhodja       |  | 2003  | Nabil Doghri          |  |       |                      |
| 1964  | Mohamed Ridha Belkadhi                    |  | 1984  | Slim Bouaziz         |  | 2004  | Slim Belkhodja        |  |       |                      |
| 1965  | Mohamed Ridha Belkadhi                    |  | 1985  | année blanche        |  | 2005  | Slim Belkhodja        |  |       |                      |
| 1966  | Mohamed Ridha Belkadhi                    |  | 1986  | Slaheddine Lahmadi   |  | 2006  | Slim Belkhodja        |  |       |                      |
| 1967  | Slim Bouaziz                              |  | 1987  | Ali Dridi            |  | 2007  | Walid Chikhaoui       |  |       |                      |
| 1968  | Slim Bouaziz                              |  | 1988  | Mejdi Kaabi          |  | 2008  | indéterminé           |  |       |                      |
| 1969  | Slim Bouaziz                              |  | 1989  | Kamel Cheikh Mohamed |  | 2009  | Adel Mahmoud El Kamel |  |       |                      |
| 1970  | Mohamed Ridha Belkadhi                    |  | 1990  | Slim Bouaziz         |  | 2010  | Adel Mahmoud El Kamel |  |       |                      |
| 1971  | Helmi Ben Rhouma                          |  | 1991  | Slim Bouaziz         |  | 2011  | année blanche         |  |       |                      |
| 1972  | Mohamed Ridha Belkadhi                    |  | 1992  | Ali Dridi            |  | 2012  | Amir Zaibi            |  |       |                      |
| 1973  | indéterminé                               |  | 1993  | Mejdi Kaabi          |  | 2013  | Zoubaier Amdouni      |  |       |                      |
| 1974  | indéterminé                               |  | 1994  | Mejdi Kaabi          |  | 2014  | Zoubaier Amdouni      |  |       |                      |
| 1975  | indéterminé                               |  | 1995  | Mejdi Kaabi          |  | 2015  | année blanche         |  |       |                      |